# Preben Jensen
Preben Emil Jensen (Esbjerg, 15 ottobre 1939 – 16 febbraio 2013) è stato un calciatore danese, di ruolo difensore.